# Teknologkåren vid Lunds tekniska högskola
Teknologkåren vid Lunds Tekniska Högskola (TLTH) är studentkåren för de studenter som läser vid Lunds tekniska högskola. Teknologkåren har cirka 8000 medlemmar och är därmed den största studentkåren vid Lunds universitet. 

## Historia
Kåren bildades 1984 då kårpartiet FEMVAK (senare FEMVAK'D) till sist fått gehör i Lunds studentkår (LS), som på den tiden engagerade nära nog samtliga Lunds studenter (LS var förvisso bara en av nio studentkårer vid lärosätet, men övriga var mycket små. Hela LS upplöstes drygt ett decennium senare.). FEMVAK'D lever nu kvar som ett ordenssällskap för dem som utmärkt sig genom engagemang inom kåren och sektionerna.

## Verksamhet
Kärnverksamheten utgörs av det studentfackliga arbetet, och utöver denna erbjuds medlemmarna service och arrangemang vilka skall öka trivseln och underlätta studierna vid LTH. En stor del av verksamheten är utlokaliserad till kårens sektioner, som företräder studenterna på ett eller flera program. Tillsammans med Nollningen i september varje år är arbetsmarknadsdagarna ARKAD i november de största arrangemangen. Sedan slutet av 1960-talet har Sångarstriden ägt rum den första torsdagen i november, vilket givit teknologerna från de olika sektionerna möjlighet att tävla mot varandra i sång och musik.
Mycket sker i Kårhuset, invigt 11 maj 1994 mitt på campus tack vare Lunds universitet och en rad välvilliga donatorer. Förutom kårens expedition finns där puben Cornelis, kansliet för Lunds tekniska högskola, liksom ett par föreläsningssalar och Gasquesalen som utöver fester och mässor även används för tentamen. Det finns även en stor bastu som medlemmarna har tillträde till, och eftersom man inte kan boka tid i bastun så är den alltid ledig. Kåren förfogar även över festlokalen Lophtet.
Kåren är medlem i Lunds universitets studentkårer vilket är ett samarbetsorgan för de nio studentkårer som finns vid Lunds universitet.

### ARKAD
Arbetsmarknadsdagarna ARKAD arrangeras en gång per år och hålls vanligen första eller andra veckan i november. Arbetsmarknadsdagarna består av en arbetsmarknadsmässa som samlar drygt 180 företag (2022), ett antal arbetsmarknadsrelaterade föredrag samt kontaktsamtal. Under ARKAD hålls vanligen även den traditionsenliga gasquen på kvällen som är den största sittningen i hela Lund. Mässan har arrangerats sedan 1976 och är en av Sveriges största arbetsmarknadsmässor. Mässan planeras varje år av en projektgrupp som i sin tur leds av en projektledare, denne projektledare arbetar heltid på Teknologkåren.

### Sångarstriden
Sångarstriden är en tävling i sång och dans mellan de olika sektionerna. Man tävlar i körsång, nyskrivna bordsvisor och "fria programmet", som kan beskrivas som en minimusikal. Från bordsvisetävlingen kommer flera visor som kommit att ingå i de svenska universitetens allmänna studentikosa sångskatt. Mest kända av dem är förmodligen Feta fransyskor, som ursprungligen framfördes av Kemisektionen 1985.
Några sångarstrider genom åren har dokumenterats på skiva. I sångarstridens barndom genomfördes dessutom videoinspelning av arrangemanget, en remarkabel teknisk prestation när det begav sig på 1970-talet.

## Administrativ struktur

### Fullmäktige
Fullmäktige är Teknologkårens högsta beslutande organ.
Fullmäktige utgörs av 27 personvalda ledamöter som väljs varje höst för en mandatperiod på efterföljande kalenderår. Alla kårens medlemmar kan kandidera till en av de 27 posterna och alla kårens medlemmar har rätt att rösta i valet.

### Styrelse
Styrelsen är Teknologkårens högsta verkställande organ. Styrelsen arbete leds av Styrelseordföranden tillsammans med sex övriga ledamöter.

### Sektioner
Teknologkåren är organisatoriskt överordnad de elva sektionerna, som traditionellt skrivs i kronologisk ordning för bildande (FEMVAK'D) enligt nedan.
- F: Sektionen för teknisk fysik, teknisk matematik och teknisk nanovetenskap
- E: Sektionen för elektroteknik och medicin och teknik
- M: Sektionen för maskinteknik
- V: Sektionen för brandingenjör, lantmäteri, riskhantering och väg- och vattenbyggnadsteknik
- A: Sektionen för arkitektur och industridesign
- K: Sektionen för kemiteknik och bioteknik
- D: Sektionen för datateknik och informations- och kommunikationsteknik
- Dokt: Sektionen för doktorander vid LTH
- Ing: Sektionen för högskoleingenjörsutbildningar och tekniskt basår i Helsingborg
- W: Sektionen för Ekosystemteknik och Risk-, säkerhet- och krishantering
- I: Sektionen för Industriell ekonomi

F-sektionens företräder studenter som studerar programmen teknisk fysik, teknisk matematik samt teknisk nanovetenskap. Dess färg är orange och dess skyddshelgon är Hilbert älg. F-sektionen driver även Hilbert Café, där sektionens medlemmar gladeligen jobbar ideellt.
E-sektionen är den första och äldsta sektionen som bildades på LTH 1963, ett år efter att programmet Elektroteknik (1962) hade kommit till bredvid storebrodern Teknisk Fysik (1961). När det nya programmet kom till så skapades behovet av att införskaffa sig olika färger att identifiera sig med. Därför beslöt sig studenterna att kolla till KTH där Teknisk fysik använde färgen orange och Elektroteknik färgen vit. På LTH används en nyans av vit som kallas elektrovit som är en vit med inslag av gräsgrönt och jordbrunt. Även studenter i medicin och teknik (BME) tillhör sektionen, eftersom detta program kommer från en specialisering inom elektroteknik. E-sektionen driver LED Café i E-huset och har även sin lokal Edekvata och puben med samma namn i E-husets källare. Under läsåret anordnar sektionens Källarmästeri ofta gillen (studentpubar) här.
Maskinsektionen är till för studenter på Maskinteknikprogrammet. M-sektionen driver även Café Woodstock, ett ideellt café som drivs av frivilliga studenter. M-sektionens officiella färg är röd.
V-sektionen vid Lunds Tekniska Högskola drivs av studenter som läser Väg- och vattenbyggnadsprogrammet, Brandteknik och riskhantering eller Lantmäteri. Främsta uppgiften är att driva viktiga studentfrågor. På de tre programmen studerar totalt omkring 700 personer. Sektionen har en styrelse och en mängd utskott. Väg- och vattenstudenterna bär blå overaller, brandingenjörerna bär svarta och lantmäteristerna gröna. V-sektionen bildades 1964.
Datatekniksektionen är till för de som studerar på civilingenjörsprogrammen i datateknik (D) och informations- och kommunikationsteknik (C). Verksamheten består idag av utbildningsbevakning, kontakter med näringslivet, fester, introduktion för nya studenter (nollning) samt caféet i sektionslokalen iDét, belägen i källaren till E-huset på tekniska högskolans campus. Datatekniks färg var till en början brun men ändrades till rosa.
Ingenjörssektionen företräder studenter och LTHs utbildningar på Campus Helsingborg. Rune Andreasson är sektionsmaskot och sektionens färg är mörkblå.
W-sektionen har drygt 300 medlemmar. Medlemmar av W-sektionen är studenter vid civilingenjörsprogrammet i Ekosystemteknik (W), civilingenjörsprogrammet i Risk- säkerhet- och krishantering (R) samt masterutbildningarna Water resources, Environmental sciences, policy and management och Environmental management and policy. När Ekosystemteknikprogrammet startade hösten 1998 ingick studenterna i Kemitekniksektionen (K-sektionen), men till följd av stora skillnader i utbildningarna kände sig studenterna på ekosystemteknik sig utanför. Det beslutades då att studenterna på Ekosystemteknikprogrammet skulle bryta sig loss från K-sektionen och bilda en egen sektion. 2001 bildas så Ekosystemtekniksektionen. Den första ordföranden hette Charlotta Lövstedt. Sektionens färg valdes till turkos och sektionsmaskoten blev hajen Sigge från Sigges lagun i Larson!, men maskoten döptes 2016 om till Wera. W-studenternas uppehållslokal, Wåtmarken (slang: "Wåtis") ligger i Kemicentrum, LTH.
Sektionen för Industriell ekonomi bildades år 2002 i och med att en fribrytning från Maskinsektionen, där programmet sedan 1998 existerat som inriktning. I-sektionen är därmed LTHs yngsta sektion. Industriell ekonomis färg är vinröd/bordeaux. Sektionen har cirka 550 medlemmar.
Sektionerna har till varierande grad egna traditioner, sånger och inre struktur. Ett studentikost exempel på detta är hur Teknologkåren i vissa officiella dokument beskriver ledningen för de olika sektionernas nollning enligt "Fös/Phös/Phøs/pHøs/Stab" för att tillgodose alla de olika sektionernas valda stavning av samma ord.

## Föreningar
- Jesperspexet
- LTH-Kören